# Любимая женщина механика Гаврилова
«Люби́мая же́нщина меха́ника Гаври́лова» — художественный фильм режиссёра Петра Тодоровского по сценарию Сергея Бодрова—старшего.

## Сюжет
Действие фильма происходит в Одессе. Эта история началась утром возле ЗАГСа, куда на собственную свадьбу должен был, но не явился судовой механик  Лев Гаврилов. 38-летняя привлекательная женщина Рита, мать симпатичной дочери-старшеклассницы Тани, собралась за него замуж. Влюблённая Рита прождала его весь день, страдая и надеясь, не отходя далеко от заветных дверей. Зря ждала она его с гостями возле ЗАГСа и в кафе, искала на судне, снова ждала у ЗАГСа. Гаврилов за полчаса до свадьбы вступился за незнакомую женщину, после чего двое «ловеласов» оказались в больнице, а он — в милиции. Действие картины охватывает один день из жизни героини, настроение которой колеблется между отчаянием и надеждой.

## В ролях
| Актёр                  | Роль                                                      |
| ---------------------- | --------------------------------------------------------- |
| Людмила Гурченко       | работница фотостудии Маргарита Сергеевна Соловьёва (Рита) |
| Сергей Шакуров         | судовой механик, жених Риты Лев Гаврилов                  |
| Светлана Пономарёва    | дочь Риты Танька                                          |
| Наталья Назарова       | парикмахерша, подруга Риты Люся                           |
| Евгений Евстигнеев     | дядя Риты                                                 |
| Станислав Соколов      | адвокат, муж Люси Виктор                                  |
| Всеволод Шиловский     | фотограф Паша                                             |
| Анатолий Васильев      | врач призывной комиссии, бывший ухажёр Риты Слава         |
| Михаил Светин          | театральный музыкант Виктор Михайлович                    |
| Александр Голобородько | вахтенный                                                 |
| Людмила Аринина        | официантка                                                |
| Вадим Александров      | клиент фотостудии                                         |
| Павел Винник           | уличный фотограф                                          |
| Инна Выходцева         | мамаша с молоком                                          |
| Давид Гиоргобиани      | жених Резо                                                |
| Яна Друзь              | работница фотостудии Яна                                  |

## Съёмочная группа
- Автор сценария: Сергей Бодров — старший
- Режиссёр-постановщик: Пётр Тодоровский
- Оператор-постановщик: Евгений Гуслинский
- Художник: Евгений Черняев
- Музыка: Алексей Мажуков
- Стихи: Игорь Шаферан

## Награды
- Приз за лучшую женскую роль Людмиле Гурченко на МКФ в Маниле в 1982 году.